# Bothriurus burmeisteri
Espèce
Synonymes
- Bothriurus doellojuradoi Mello-Leitão, 1931
- Bothriurus borellianus Mello-Leitão, 1934

Bothriurus burmeisteri est une espèce de scorpions de la famille des Bothriuridae.

## Distribution
Cette espèce se rencontre en Argentine dans les provinces de Buenos Aires, de La Pampa, de San Juan, de Mendoza, de Neuquén, de Río Negro, de Chubut, de Santa Cruz et de Terre de Feu et au Chili,.

## Description
Le mâle mesure 48,87 mm et la femelle 53,89 mm.

## Étymologie
Cette espèce est nommée en l'honneur de Karl Hermann Konrad Burmeister.

## Publication originale
- Kraepelin, 1894 : Revision der Scorpione. II. Scorpionidae und Bothriuridae. Beiheft zum Jahrbuch der Hamburgischen Wissenschaftlichen Anstalten, vol. 11, p. 1–284 (texte intégral).